# Schefflera microphylla
Schefflera microphylla är en araliaväxtart som beskrevs av Elmer Drew Merrill. Schefflera microphylla ingår i släktet Schefflera och familjen araliaväxter. Inga underarter finns listade.